# Francisco Leite Bastos
Francisco Leite Bastos (Lisboa, 17 de setembro de 1841 — Lisboa, 5 de dezembro de 1886) foi um jornalista e escritor que se notabilizou como pioneiro do romance policial em Portugal. A sua obra jornalística e literária centra-se na crítica de costumes, tendo à época granjeado relativa popularidade.

## Biografia
Trabalhou como jornalista no Diário de Notícias e em vários periódicos literários. No campo da escrita, dedicou-se aos contos e à escrita teatral, enveredando depois pelo romance policial, género de que foi pioneiro na literatura portuguesa.
Ficou também conhecido por dar sequência ao Rocambole de Ponson du Terrail, em Maravilhas do Homem Pardo.

## Obras publicada
- A calúnia
- A flor da aldeia: romance original
- As tragédias de Lisboa
- O crime de Mattos Lobo
- O crime do corregedor
- O incendiário da Patriarcal
- O marquês de Pombal e a expulsão dos jesuitas
- Abnegação de mãe
- Bernardice do século
- Biografia de Dom Pedro V (publicada pela imprensa da «Biblioteca Nacional»)
- Consequencias de uma inicial: comedia original em um acto
- Contos de minha lavra...
- Crimes de Diogo Alves
- Dois contos por dia, 1864
- Fantasias da mocidade
- Ingratos chronica das pequenas miserias
- Jornal do povo
- Malditas cartas
- Maravilhas do homem pardo 12ª parte do Rocambole
- Os dramas d'Africa, grande romance de sensação (obra póstuma)
- Primaveras de Cintra
- Prosas alegres
- Romances contemporâneos
- Sapatos de defunto... : Comédia burgueza
- Tardes de verão descrições e narrativas
- Trapeiros de Lisboa (drama em 5 actos)